# Heteristius cinctus
Heteristius cinctus är en fiskart som först beskrevs av Osburn och Nichols, 1916.  Heteristius cinctus ingår i släktet Heteristius och familjen Dactyloscopidae. IUCN kategoriserar arten globalt som livskraftig. Inga underarter finns listade i Catalogue of Life.